# Урнское озеро
Урнское озеро, или Урнерзе (нем. Urnersee) — озеро в Швейцарии, южная часть Фирвальдштетского озера.
Урнское озеро как часть общей озёрной системы Фирвальдштетского озера, расположено в кантонах Ури и Швиц и лежит на высоте в 434 метра над уровнем моря. Берега его окружают гигантские скалы, придающие озеру величественный вид, сходный со скандинавским фьордом. Глубина Урнского озера достигает 200 метров, его площадь равняется 26,8 км². В северной части его западного берега находится исторический луг Рютли, на котором был заключён первый союз трёх лесных кантонов, положивший начало Швейцарской конфедерации. Здесь, в Рютли, начинается проложенный в 1990-х годах Путь Швейцарии. В Урнском озере близ Рютли находится также скала-памятник Шиллерштейн. На восточном берегу его лежит капелла Телля. В озеро впадает река Ройс. На его берегах расположены города Бруннен, Зизикон и Флюэлен.
Из гравия и породы, извлечённой при прорытии обходных транспортных туннелей близ Флюэлена и железнодорожного Трансальпийского туннеля (NEAT), на Урнском озере были созданы искусственные Нептуновы острова и группа островов Лорелея. Некоторые из них объявлены заповедниками для птиц.
В честь Урнского озера в 1977 году в швейцарском телесериале Teleboy озёрное чудовище было названо Урни (по аналогии с шотландским Несси).
Благодаря дующим на озере летом тёплым ветрам, оно является превосходным местом для занятий виндсёрфингом.